# Kruštík modrofialový
Kruštík modrofialový (Epipactis purpurata) je vytrvalá bylina z rodu kruštík (Epipactis), která v České republice patří k ohroženým druhům (C3).

## Popis
Kruštík modrofialový je vzpřímená, modrofialově naběhlá bylina, které roste ve skupině 2–10 rostlin nebo i jednotlivě. Dorůstá do výšky 20–60 cm. Oddenek je krátký se silnými kořeny. Na spodní části lodyhy jsou nafialovělé šupiny, stejný barevný nádech mají i listy vejčitě kopinatého tvaru (délka 5–8 cm). Květenství dosahuje délky až 25 cm a je husté (obsahuje 20–50 květů). Květy jsou široce otevřené. Vnější okvětní listy jsou šedavě zelené, vnitřní jsou menší a mají bílou barvu s odstínem žluté nebo zelené. Pysk je kratší než okvětní lístky. Rostliny kvetou v období mezi červencem a zářím. Plodem kruštíku modrofialového jsou oválné tobolky s drobnými semeny.
Kruštík modrofialový je během ontogeneze závislý na mykorhize a je typický částečnou ztrátou chlorofylu, což podmiňuje zbarvení rostliny.

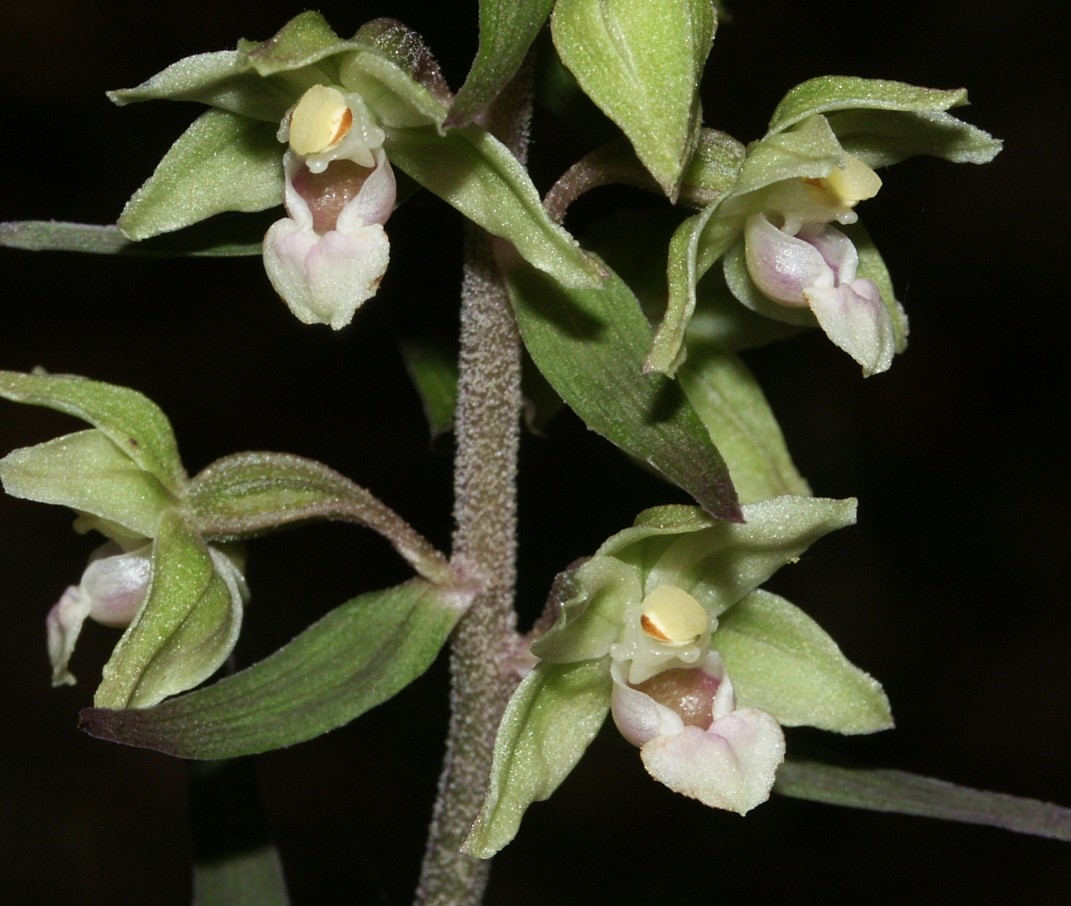
Detail květenství

## Stanoviště a rozšíření
Tento druh kruštíku nejčastěji roste ve stinných lesích s chudým bylinným patrem. Preferuje humózní na živiny bohaté půdy. Areál druhu je nesouvislý, roste v Anglii, Portugalsku, Německu, v zemích Beneluxu, ve Francii, na Balkánu a v oblasti východní a střední Evropy. V ČR roste také velmi nerovnoměrně ve středních a východních Čechách a na Moravě (Brněnsko, Znojemsko, Chřiby, Bílé Karpaty).